# Burgstall Ramerberg
Der Burgstall Ramerberg bezeichnet eine abgegangene mittelalterliche Höhenburg auf 460 m ü. NHN in Spornlage etwa 1500 Meter südlich der Kirche Ramerberg bei dem Ortsteil Berg der Gemeinde Ramerberg im Landkreis Rosenheim in Bayern. Die Anlage wird als Bodendenkmal unter der Aktennummer D-1-7938-0050 im Bayernatlas als „Burgstall des Mittelalters“ geführt. 
Von der ehemaligen Burganlage ist nichts erhalten.